# Ari Mannio

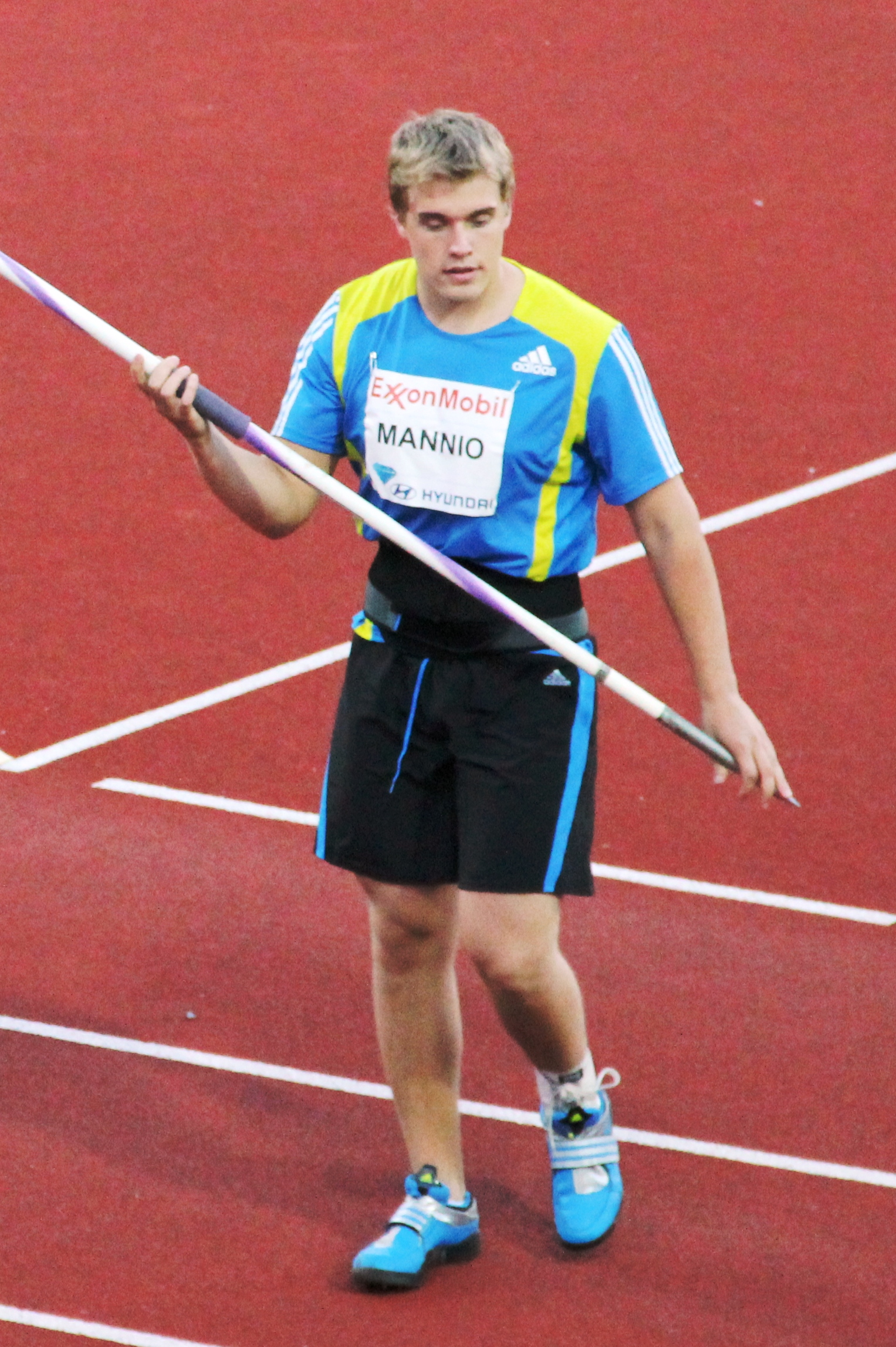
Ari Mannio 2010

Ari Pekka Mannio, född den 23 juli 1987 i Lehtimäki, är en finsk spjutkastare. Mannios personbästa är 85.70 satt den 24 maj 2009 i Leppävirta.
Mannio är 180 centimeter lång och väger 80 kilo.